# Emanuel L. Philipp
Emanuel Lorenz Philipp (Honey Creek, 25 marzo 1861 – Milwaukee, 15 giugno 1925) è stato un politico e imprenditore statunitense, governatore del Wisconsin dal 1915 al 1921.

## Biografia
Philipp nacque a Honey Creek, nella contea di Sauk, nel Wisconsin, figlio di Luzi Phillip e Sabina (Ludwig) Phillip. Frequentò le scuole pubbliche e lavorò come operatore telegrafico ferroviario a Baraboo, nel Wisconsin, prima di diventare telegrafista e agente per la Chicago and Northwestern Railroad a Lodi, nel Wisconsin.
Mentre era dirigente di un'azienda di lavorazione del legname nel Mississippi dal 1894 al 1902, fondò la comunità non incorporata di Philipp nella contea di Tallahatchie, nel Mississippi. Acquistò l'Union Refrigerator Transit Company a St. Louis nel 1903 e la riorganizzò denominandola Union Refrigerator Transit Company of Wisconsin dopo averla trasferita a Milwaukee, nel Wisconsin.
A livello politico ricoperse varie posizioni nel Wisconsin. Servì con Robert M. La Follette come presidente della convenzione della contea di Milwaukee, prima di entrare in contrasto con lui per quanto riguardava la supervisione delle ferrovie. Dal 1909 al 1914 fu commissario di polizia di Milwaukee. Repubblicano conservatore, scrisse, con l'aiuto di Edgar Werlock, Political Reform in Wisconsin: A Historical Review of the Subjects of Primary Election, Taxation and Railway Regulation (1910).
Nel 1914, Philipp si candidò a Governatore del Wisconsin e vinse le elezioni. Vinse poi altre due elezioni e servì come 23º governatore del Wisconsin dal 1915 al 1921. Dopo aver lasciato l'ufficio, tornò ai suoi affari.
Morì il 15 giugno 1925 all'età di 64 anni a Milwaukee; è sepolto nel Forest Home Cemetery a Milwaukee. Sposò Bertha Schweke Phillipp nel 1887 ed ebbe tre figli. Il loro figlio Cyrus L. Philipp fu presidente del Partito repubblicano del Wisconsin.